# Brigitte Engelhard
Brigitte Engelhard (* 1949 in Salzburg) ist eine österreichische Pianistin, Cembalistin und Hochschullehrerin.

## Leben
Brigitte Engelhard studierte Instrumentalpädagogik an der Universität Mozarteum Salzburg und absolvierte ein Doppelstudium in den Fächern Klavier und Cembalo, beide schloss sie mit dem Solistendiplom ab.
Ihre Erfahrungen mit Klavier und Orgel und historischen Tasteninstrumenten wie Cembalo und Hammerklavier ermöglichen es ihr, sowohl alte als auch zeitgenössische Musik zu interpretieren. Engelhard konzertiert sowohl als Solistin und als Kammermusikerin. Konzerte gab sie in den USA, in Japan und in vielen Ländern Südostasiens. In Deutschland war sie bei den Berliner Festspielen, den Ludwigsburger Festspielen und den Lüneburger Bachtagen zu hören. Ihre Konzerte wurden von den Rundfunkanstalten der ARD und dem ORF übertragen. CD-Aufnahmen wurden in Zusammenarbeit mit Irena Grafenauer (Philharmonischen Duo Berlin) und Caterina Lichtenberg (Duo Lichtenberg & Engelhard) veröffentlicht.
Brigitte Engelhard ist seit 1992 als ordentliche Professorin für Klavier am Mozarteum tätig. Neben ihrer Lehrtätigkeit übernahm sie dort die Aufgaben der Studienkommissionsvorsitzenden und als Vizedekanin. Sie gab auch Gastkurse in der Schweiz, Deutschland und den USA. 2005 wurden ihr die Aufgaben der Fachbereichsleiterin für Wissenschaft und Pädagogik am Mozarteum übertragen. Seit Dezember 2006 ist sie Vizerektorin der Universität und zuständig für die Koordination der Lehre.
Brigitte Engelhard ist verheiratet mit dem Oboisten Arthur Jensen. Ihre Tochter Clara Dent aus erster Ehe ist Solo-Oboistin im Rundfunk-Sinfonieorchester Berlin.

## Diskografie
- Nicholas Chedeville: „Il Pastor Fido“ (Philharmonisches Duo Berlin, 1992)[3]
- Bach: „Complete Works for Flute & Harpsichord“ (Import CD, 1994)[4]
- Musikinstrumente des Ferdinandeums 4. Mandoline von Johann Georg Psenner (Innsbruck 1775) (Aufnahmen aus dem Tiroler Landesmuseum Ferdinandeum Innsbruck, CD 1997)[5]